# Sphaerosoma (micologia)
Sphaerosoma Klotzsch 1839 è un genere di funghi della famiglia Pyronemataceae. Esso include tre specie ipogee simili ai tartufi, i cui campioni sono stati raccolti in Europa e Nord America.